# Золотуха (Архангельська область)
Золотуха (рос. Золотуха) — селище в Онезькому районі Архангельської області Російської Федерації.
Населення становить 419 осіб. Входить до складу муніципального утворення Золотухське поселення.

## Історія
Від 2004 року входить до складу муніципального утворення Золотухське поселення.

## Населення
| 2002 | 2010 | 2012 |
| ---- | ---- | ---- |
| 502  | ↘444 | ↘419 |